# Les Fusils
Pour plus de détails, voir Fiche technique et Distribution.
Les Fusils (Os Fuzis) est un film coproduit par le Brésil et l'Argentine, réalisé par Ruy Guerra et sorti en 1964.
En novembre 2015, le film est inclus dans la liste établie par l'Association brésilienne des critiques de cinéma (Abraccine) des 100 meilleurs films brésiliens de tous les temps.

## Synopsis
À Milagres, un village du Nordeste brésilien, un groupe de paysans affamés risquent de mettre à sac le magasin d'un notable. Un détachement de soldats est envoyé afin de prévenir d'éventuels troubles. Pour conjurer le mauvais sort, d'autres villageois se livrent, sous la direction d'un prêtre, à des rites superstitieux. Par ailleurs, un soldat, en état d'ébriété, commet un homicide en essayant de ramener de l'ordre dans un groupe de paysans en colère. Gaúcho, un conducteur de camion, s'insurge, pour sa part, contre l'attitude d'un villageois acceptant passivement le décès de sa fille, morte d'inanition. Il incite aussi les paysans à la révolte. Mais, la moindre tentative de sédition sera sévèrement réprimée.

## Fiche technique
- Titre du film : Les Fusils
- Titre original : Os Fuzis
- Réalisation : Ruy Guerra
- Scénario : R. Guerra, Miguel Torres de Andrade (en), Jean Pelegri
- Photographie : Ricardo Aronovitch - Noir et blanc
- Musique : Moacir Santos
- Production : Jarbas Barbosa, Gilberto Perrone pour Copacabana Filmes, Daga Filmes, Inbracine Filmes
- Durée : 110 minutes (80 minutes aux États-Unis)
- Pays d'origine :  Brésil/ Argentine
- Année de sortie : 1964
- Genre : Drame social

## Distribution
- Átila Ióro : Gaúcho
- Nelson Xavier : Mário
- Maria Gladys : Luisa
- Leonidas Bayer : le sergent
- Ivan Candido
- Paulo Cesar Peréio

## Récompense
- Ours d'or au Festival de Berlin 1964

## Autour du film
Le scénario prévoyait, à l'origine, une fable de caractère antimilitariste, située en Grèce ou en Espagne. Des soldats appelés en renfort devaient assurer la sécurité d'une ville contre des meutes de loups qui, chaque hiver, la ravageaient. Les habitants de cette ville ne pouvaient plus se défendre eux-mêmes, ayant été désarmés à la suite d'une guerre civile.
Adapté finalement au Brésil, avec le concours de Miguel Torres (qui décéda durant les repérages), les loups furent remplacés par des paysans affamés, et l'histoire prit alors un contour plus actuel. Ruy Guerra, comparant son film à ceux réalisés, à la même époque, par ses compatriotes Nelson Pereira dos Santos (Vidas Secas) et Glauber Rocha (Le Dieu noir et le Diable blond) dira : « Moi, je fais un film contemporain, beaucoup plus analytique. [...] Les personnages de Rocha sont presque symboliques, ce sont des protagonistes mythiques, synthèse d'une idée, tandis que ceux d' Os Fuzis sont plus rattachés à une expérience quotidienne. »

## Commentaire
Os Fuzis expose « une violence inouïe dans la montée de l'horreur. » Violence d'un système économique aux structures féodales, violence des injustices sociales et violence du recours à la force militaire pour rétablir un ordre inique. Un des films les plus représentatifs du Cinema Novo par l'un de ses brillants représentants.